# 11 Carinae
11 Carinae (N Carinae) é uma estrela na direção da Carina. Possui uma ascensão reta de 06h 34m 58.59s e uma declinação de −52° 58′ 32.3″. Sua magnitude aparente é igual a 4.35. Considerando sua distância de 1762 anos-luz em relação à Terra, sua magnitude absoluta é igual a −4.31. Pertence à classe espectral B9III.